# 52-я гвардейская танковая бригада
52-я гвардейская танковая бригада — танковая бригада Красной армии в годы Великой Отечественной войны. Гвардейское танковое соединение (танковая бригада) в Красной армии (приказ НКО СССР № 337 от 11 ноября 1941 года). Участвовала в  Орловской наступательной операции, освобождении Левобережной и Правобережной Украины, Львовско-Сандомирской, Сандомирско-Силезской, Нижнесилезской, Берлинской и Пражской наступательных операциях.
В послевоенные годы на базе бригады сформирован 52-й гвардейский танковый полк.
Полное наименование: 52-я гвардейская танковая Фастовская ордена Ленина дважды Краснознамённая орденов Суворова и Богдана Хмельницкого бригада.

## История
В феврале-апреле 1942 года в Уральском военном округе (г. Челябинск) сформирована 97-я танковая бригада
. В мае 1942 года передислоцирована в Московский военный округ и включена в 12-й танковый корпус (СССР)

### Боевой путь
За проявленный героизм личным составом бригады, отвагу стойкость и мужество 97-я танковая бригада
преобразована в 52-ю гвардейскую танковую бригаду на основании Приказа НКО № 0404с от 26.07.1943 г. и Директивы ГШ КА № Орг/3/138087 от 15.08.1943 г.
Летом 1943 года участвует в Курской битве, за мужество и отвагу преобразуется в 52-ю гвардейскую танковую бригаду 3-й гвардейской танковой армии Рыбалко П.С.
В августе 1943 года получила задание – с ходу форсировать Днепр, чтобы не дать врагу закрепиться на правом берегу. Бригада форсировала реку первой, затем участвует в освобождении Киева. С Лютежского плацдарма челябинская бригада прорвалась в тыл противника и перерезала дорогу Киев – Житомир, создав угрозу окружения гитлеровцев в Киеве, занимает Фастов, который был одним из важнейших железнодорожных узлов на Правобережье Украины. Бригаде (а также 51 и 53 гвардейским танковым бригадам), отличившейся в этой операции, было присвоено почётное именование «Фастовская».
В дальнейшем боевой путь челябинских танкистов лежал через Житомир, Проскуров, Перемышль на Сандомирский плацдарм.
Освобождает Польшу в Висло-Одерской операции в январе 1945 года.
Особо бригада отличилась при прорыве вражеской обороны и захвате её центра Петрокова. За эту блестящую операцию 52-я Фастовская, уже награждённая к тому времени орденами Красного Знамени, Суворова и Богдана Хмельницкого, получила орден Ленина  .
Челябинцы участвуют в штурме Берлина и первыми из корпуса входят на южную окраину столицы рейха. Первыми они пошли и на штурм центра Берлина. Доблесть танкистов была отмечена пятым орденом – Красного Знамени. Фастовцы были и среди тех, кто пришёл на помощь восставшей Праге 9 мая 1945 года.
Здесь гвардейцы сделали последние выстрелы. 
В составе бригады 18 Героев Советского Союза.
Согласно приказу НКО от 10 июня 1945 года № 0013 бригада переформирована в 52-й гвардейский танковый полк.

## Состав
- рота управления
- 288-й отд. танковый батальон
- 332-й отд. танковый батальон
- мотострелково-пулемётный батальон
- зенитно-пулемётная рота
- рота технического обеспечения

18.04.1944 - 16.05.1944 переформирована по штатам №№ 010/500-010/506:
- Управление бригады (штат № 010/500)
- 1-й отд. танковый батальон (штат № 010/501) - до 28.05.1944 - 288-й отд. танковый батальон
- 2-й отд. танковый батальон (штат № 010/501) - до 28.05.1944 - 332-й отд. танковый батальон
- 3-й отд. танковый батальон (штат № 010/501)
- Моторизованный батальон автоматчиков (штат № 010/502)
- Зенитно-пулемётная рота (штат № 010/503)
- Рота управления (штат № 010/504)
- Рота технического обеспечения (штат № 010/505)
- Медсанвзвод (штат № 010/506)

## Подчинение
| Вышестоящие воинские части 52-й гвардейской танковой бригады | Вышестоящие воинские части 52-й гвардейской танковой бригады | Вышестоящие воинские части 52-й гвардейской танковой бригады | Вышестоящие воинские части 52-й гвардейской танковой бригады | Вышестоящие воинские части 52-й гвардейской танковой бригады |
| Дата                                                         | Фронт (округ)                                                | Армия                                                        | Корпус                                                       |                                                              |
| ------------------------------------------------------------ | ------------------------------------------------------------ | ------------------------------------------------------------ | ------------------------------------------------------------ | ------------------------------------------------------------ |
| 01.08.1943 года                                              | Центральный фронт                                            | 3-я гвардейская танковая армия                               | 6-й гвардейский танковый корпус                              |                                                              |
| 01.09.1943 года                                              | Резерв ВГК                                                   | 3-я гвардейская танковая армия                               | 6-й гвардейский танковый корпус                              |                                                              |
| 01.10.1943 года                                              | Воронежский фронт                                            | 3-я гвардейская танковая армия                               | 6-й гвардейский танковый корпус                              |                                                              |
| 01.11.1943 года                                              | 1-й Украинский фронт                                         | 3-я гвардейская танковая армия                               | 6-й гвардейский танковый корпус                              |                                                              |
| 01.10.1944 года                                              | Резерв ВГК                                                   | 3-я гвардейская танковая армия                               | 6-й гвардейский танковый корпус                              |                                                              |
| 01.11.1944 года                                              | 1-й Украинский фронт                                         | 3-я гвардейская танковая армия                               | 6-й гвардейский танковый корпус                              |                                                              |

## Командование
Командиры бригады:
- гв. старший сержант Иванкин Прокофий Степанович [с 03.06.1941 по 21.02.45]
- подполковник, с 21.12.1942 полковник Потапов, Иван Тимофеевич  [с 26.07.1943 по 15.08.1943]
- полковник Бородин, Александр Сидорович  [с 16.08.1943 по 20.10.1943]
- подполковник  Гусев, Василий Георгиевич [с 21.10.1943 по 06.01.1944]
- подполковник, с 22.08.1944 полковник Плеско, Михаил Леонтьевич  [с 07.01.1944 по 29.09.1944]
- подполковник Курист, Людвиг Иванович  [с 30.09.1944 по 11.05.1945]

Заместители командира бригады по политической части:
- подполковник Калиниченко, Павел Сергеевич  [с 26.07.1943 по 28.08.1943]
- подполковник Лесной, Михаил Лукьянович  [с 28.08.1943 до конца войны]

Начальники штаба бригады:
- майор Летов, Павел Иванович  [с 26.07.1943 по 14.07.1944]
- подполковник Баранов, Василий Иванович [с 15.07.1944 по 11.05.1945]

## Награды
| Награда (наименование)                | Дата награждения                      | За что получена |
| ------------------------------------- | ------------------------------------- | --- |
| Почетное звание «Гвардейская»         | Приказ от 26 июля 1943 года           | За проявленный героизм личным составом бригады, отвагу стойкость и мужество преобразована в гвардейскую.                                                                            |
| Почётное наименование «Фастовская»    | Приказ ВГК от 07.11.1943              | |
| орден Ленина                          | Указ Президиума ВС СССР от 19.02.1945 | За образцовое выполнение заданий командования в боях с немецкими захватчиками, за овладение городом Пиотркув (Петроков) и проявленные при этом доблесть и мужество                  |
| орден Красного Знамени                | Указ Президиума ВС СССР от 01.01.1944 | За образцовое выполнение боевых заданий командования на фронте борьбы с немецкими захватчиками и проявленные при этом доблесть и мужество                                           |
| орден Красного Знамени                | Указ Президиума ВС СССР от 04.06.1945 | За образцовое выполнение заданий командования в боях с немецкими захватчиками при овладении столицей Германии городом Берлин и проявленные при этом доблесть и мужество             |
| орден Суворова II степени             | Указ Президиума ВС СССР от 10.08.1944 | За образцовое выполнение заданий командования в боях с немецкими захватчиками, за овладение городом Львов и проявленные при этом доблесть и мужество                                |
| орден Богдана Хмельницкого II степени | Указ Президиума ВС СССР от 03.04.1944 | За образцовое выполнение заданий командования в боях за освобождение городов Проскурова, Каменец-Подольска, Черткова, Гусятина, Залещики и проявленные при этом доблесть и мужество |

## Отличившиеся воины
- Герои Советского Союза[2]

| Награда | Ф.И.О                           | Должность                                             | Звание                    | Дата награждения    | Примечания                     |
| ------- | ------------------------------- | ----------------------------------------------------- | ------------------------- | ------------------- | ------------------------------ |
|         | Ахтырченко, Михаил Иванович     | механик-водитель танка 288-го танкового батальона     | гвардии старший сержант   | 10 января 1944 года |                                |
|         | Берестовский, Борис Иванович    | радист-пулемётчик танка 332-го танкового батальона    | гвардии старший сержант   | 10 января 1944      |                                |
|         | Бугаев, Виктор Елисеевич        | механик-водитель танка 332-го танкового батальона     | гвардии сержант           | 10 января 1944      |                                |
|         | Вересков, Виктор Александрович  | радист-пулемётчик танка 332-го танкового батальона    | гвардии младший сержант   | 10 января 1944      | Умер от ран 5 января 1944 года |
|         | Грабский, Михаил Исаакович      | командир орудия танка 322-го танкового батальона      | гвардии сержант           | 24 декабря 1943     |                                |
|         | Джапаридзе, Тенгиз Иванович     | заряжающий орудия танка 2-го танкового батальона      | гвардии младший сержант   | 23 сентября 1944    |                                |
|         | Жихарев, Николай Андреевич      | командир танка 288-го танкового батальона             | гвардии лейтенант         | 10 января 1944      |                                |
|         | Комарычев, Георгий Поликарпович | командир орудия танка 2-го танкового батальона        | гвардии старший сержант   | 23 сентября 1944    |                                |
|         | Крайнов, Степан Матвеевич       | командир танка 2-го танкового батальона               | гвардии младший лейтенант | 23 сентября 1944    |                                |
|         | Куперштейн, Израил Григорьевич  | командир танка 322-го танкового батальона             | гвардии лейтенант         | 10 января 1944      |                                |
|         | Курист, Людвиг Иванович         | командир бригады                                      | гвардии полковник         | 31 мая 1945         |                                |
|         | Лохматиков, Филипп Прокофьевич  | командир взвода 322-го танкового батальона            | гвардии лейтенант         | 10 января 1944      |                                |
|         | Лянгасов, Александр Павлович    | командир танка 288-го танкового батальона             | гвардии младший лейтенант | 10 января 1944      |                                |
|         | Мацак, Иван Макарович           | механик-водитель танка 288-й танкового батальона      | гвардии старшина          | 10 января 1944      |                                |
|         | Павлов, Пётр Трофимович         | командир стрелковой роты мотострелкового батальона    | гвардии лейтенант         | 10 января 1944      |                                |
|         | Стрижков, Матвей Петрович       | механик-водитель танка 332-й танкового батальона      | гвардии младший сержант   | 10 января 1944      |                                |
|         | Тищенко, Михаил Петрович        | командир роты 288-го танкового батальона              | гвардии лейтенант         | 10 января 1944      |                                |
|         | Трубин, Иван Степанович         | командир танка 288-го танкового батальона             | старший сержант           | 23 сентября 1943    | Погиб 22 июля 1943 года        |
|         | Щербак, Александр Васильевич    | наводчик орудия истребительно-противотанковой батареи | гвардии красноармеец      | 10 января 1944      |                                |

Снайперы-танкисты
- гв. мл. лейтенант Степан Матвеевич Крайнов, Т-34 — 6 побед
- гв. лейтенант Израил Григорьевич Куперштейн, командир танка 322-го тб — подбил танк, уничтожил 2 штурмовых и противотанковых орудия
- гв. мл. лейтенант Александр Павлович Лянгасов, командир танка 288-го тб — 1 танк
- гв. ст. лейтенант Василий Иванович Токарев , Т-34 — 8 побед